# Annona tuberosa
Annona tuberosa är en kirimojaväxtart som beskrevs av Noronha. Annona tuberosa ingår i släktet annonor, och familjen kirimojaväxter. Inga underarter finns listade i Catalogue of Life.